# Costa Titch
Costa Titch   (Mbombela, 26 de gener de 1995 - Johannesburg, 11 de març de 2023) nom artístic de Constantinos Tsobanoglou va ser un ballarí, compositor, cantant i raper sudafricà.
Destacada figura del rap sud-africà, nascut al si d'una família multicultural, de mare sudafricana i pare grec, va iniciar la seva carrera el 2017, exercint com a ballarí, compositor, cantant i raper, encara que destacaria principalment en les darreres dues ocupacions gràcies als seus senzills i EP, així com un únic àlbum musical. Dins dels temes més destacats de Costa Titch hi ha “Nkalakatha”, “Durban Poison”, “Great” i “Big Flexa”; precisament aquest darrer tema comptava amb 45 milions de visionats a Youtube. A més, a les seves xarxes socials presumí de col·laboracions amb importants marques com 'Smirnoff' i 'Converse'. "Mr. Big Flexa" va ser l'última cançó que va llançar el desembre del 2022.
La nit de l'11 de març de 2023, mentre estava fent un concert en el marc de l'Ultra Music Festival, celebrat als afores de Johannesburg, el cantant, amb només 28 anys, va caure desplomat a l'escenari durant actuació musical. Costa Titch va ser traslladat d'urgència a un hospital pròxim, on no van poder fer res per salvar-li la vida.